# الوكيل العام للملك لدى محكمة النقض
الوكيل العام للملك لدى المحكمة النقض قاض خارج الدرجة، وهو عضو بحكم القانون في المجلس الأعلى للسلطة القضائية (الفصل 115 من الدستور)، يمثل النيابة العامة بمحكمة النقض يساعده المحامون العامون.